# 横浜市会
横浜市会（よこはましかい）は神奈川県の県庁所在地・政令指定都市である横浜市の議会である。

## 概説
1889年（明治22年）の市制施行に伴って議事機関として「横浜市会」を設置した経緯から、地方自治法改正により市会を「市議会」と改称した後も横浜市は従来通り議会を「市会」と称している。地方自治法が改正された当時、横浜市と並んで五大都市と呼ばれた大阪市、名古屋市、京都市、神戸市も同様に議会を市会と称した。

## 組織

### 議長、副議長
- 議長：鈴木太郎（6期・自由民主党・戸塚区）
- 副議長：福島直子（6期・公明党・中区）

### 議会局
横浜市会には円滑な議会活動を補助するために、議会局が置かれている。議長によって任免される議会局長と書記が、本会議や委員会に関する事務や議会活動に必要な調査、資料の収集など、議会活動の補助をしている。 
- 議会局
  - 市会事務部
    - 総務課 
      - 市会の庶務全般に関すること
      - 議会に関する広報及び報道に関すること
      - 本会議の傍聴に関すること

    - 議事課
      - 本会議に関すること
      - 常任委員会・特別委員会に関すること
      - 市会運営委員会に関すること
      - 請願・陳情に関すること

    - 政策調査課
      - 市の施策等に関する情報の収集、分析及び調査研究に関すること
      - 議会に関する企画に関すること

## 運営

### 会期
横浜市会は通例として2月、5月、9月、12月の年4回定例会を開催される。その他にも必要に応じて臨時会が開催される。

### 一般質問
一般質問は、各定例会の本会議において議員個人が市政全般について、市長をはじめとした執行機関の考えや政策(計画)の説明を求める事ができる質問の事である。横浜市会では、一回の議会での一般質問の質問者数は、交渉会派については会派議員数が10人までの会派は2人、10人を超える会派は10人を超えるごとに1人ずつ質問者数を増やせる。非交渉会派は1人しか質問者を出すことが出来ない。

## 委員会

### 市会運営委員会
市会運営委員会は、各会派の意見を調整する場として設けられ、各交渉会派（所属議員5人以上）の代表者によって市会運営上のさまざまな問題について議論する委員会である。 
また、市会に関する条例などの議案や請願・陳情などの審査も行っている。 
定数は16人で、委員長1人、副委員長2人のほか、各交渉会派1人ずつの理事がいる。

### 常任委員会
常任委員会は、効率よく議案をきめ細かく審議するために、いくつかの専門的な委員会に分かれて、議案や請願、陳情などの審査を行なう委員会である。 現在、市の執行機関の所管局別に8つの常任委員会が設けられ、全議員がいずれか1つの委員会の委員となっている。委員の任期は1年である。常任委員会は、市会閉会中にも、所管する局の事業などについて、調査・研究をしている。
| 委員会名                             | 定数 | 所轄事項 | 委員長           |
| ------------------------------------ | ---- | --- | ---------------- |
| 政策・総務・財政委員会               | 11人 | - 重要政策の立案・調整に関する事項 - 市政運営の基本方針に関する事項 - 男女共同参画に関する事項 - 基地対策に関する事項 - 横浜市立大学に関する事項 - 行政改革に関する事項 - 危機管理に関する事項 - 財務に関する事項                                                                                                  | 横山勇太朗(自民) |
| 国際・経済・港湾委員会               | 11人 | - 国際政策に関する事項 - 企業の誘致に関する事項 - 中小企業の経営支援に関する事項 - 雇用・就業対策に関する事項 - 消費生活に関する事項 - 港湾施設の整備に関する事項 - 港の振興に関する事項 | 藤代哲夫(自民)   |
| 市民・文化観光・消防委員会           | 11人 | - 情報公開に関する事項 - 人権施策に関する事項 - 市民協働に関する事項 - 区政支援に関する事項 - 広報・広聴に関する事項 - スポーツ振興に関する事項 - 文化振興に関する事項 - 観光交流に関する事項 - コンベンションに関する事項 - 火災予防に関する事項 - 防犯対策に関する事項 - 救急に関する事項 - 消防に関する事項     | 坂井太(維新)     |
| こども青少年・教育委員会             | 11人 | - 青少年育成に関する事項 - 保育所整備に関する事項 - 児童福祉に関する事項 - 学校教育に関する事項 - 生涯学習に関する事項 | 山浦英太(立憲)   |
| 健康福祉・医療委員会                 | 11人 | - 地域福祉に関する事項 - 障害者福祉に関する事項 - 高齢者福祉に関する事項 - 健康増進に関する事項 - 疾病予防に関する事項 - 食品衛生に関する事項 - 感染症対策に関する事項 - 医療政策に関する事項 - 地域医療に関する事項 - 市立病院の経営に関する事項                                                                  | 竹内康洋(公明)   |
| 温暖化対策・環境創造・資源循環委員会 | 10人 | - 地球温暖化対策に関する事項 - 環境影響評価に関する事項 - 農業振興に関する事項 - 公園・下水道の整備に関する事項 - ごみの減量化・資源化に関する事項 | 磯部圭太(自民)   |
| 建築・都市整備・道路委員会           | 11人 | - 都市計画の策定に関する事項 - 住宅政策の調整に関する事項 - 建築物の確認に関する事項 - 開発の許可に関する事項 - 総合交通計画に関する事項 - 駐車場対策に関する事項 - 市街地開発事業に関する事項 - 道路や橋りょうの整備に関する事項 - 河川の整備に関する事項 - 交通安全対策に関する事項 - 放置自転車対策に関する事項 | 高橋のりみ(自民) |
| 水道・交通委員会                     | 10人 | - 水源の確保に関する事項 - 水質対策に関する事項 - 配水施設の管理に関する事項 - 水道施設の整備に関する事項 - 市営バス路線の整備・運行管理に関する事項 - 市営地下鉄の建設・運行管理に関する事項 | 萩原隆宏(自民)   |

### 特別委員会
特別委員会は、付議事件（市会の議決によって定められた市政の特定の問題）について審査あるいは調査・研究するため、必要に応じて設置される委員会で、現在、7つの特別委員会が設置されている。
- 大都市行財政制度特別委員会
- 基地対策特別委員会
- 減災対策推進特別委員会
- 新たな都市活力推進特別委員会
- 健康づくり・スポーツ推進特別委員会
- 郊外部再生・活性化特別委員会
- デジタル化推進特別委員会

## 定数・任期
- 定数：86
- 任期：4年

### 会派
2023年5月現在、立憲民主党と日本共産党の2会派のみが市政与党の少数与党体制となっている。
（2024年5月1日現在）
| 会派名                   | 議員数 | 所属党派             | 女性議員数 | 女性議員の比率(%) |
| ------------------------ | ------ | -------------------- | ---------- | ----------------- |
| 自由民主党               | 35     | 自由民主党           | 5          | 14.29             |
| 立憲民主党               | 14     | 立憲民主党           | 5          | 33.33             |
| 公明党                   | 15     | 公明党               | 2          | 13.33             |
| 日本維新の会・無所属の会 | 9      | 日本維新の会・無所属 | 2          | 25                |
| 日本共産党               | 5      | 日本共産党           | 3          | 60                |
| 民主フォーラム           | 4      | 国民民主党           | 2          | 50                |
| 無所属                   | 4      | 無所属               | 3          | 75                |
| 計                       | 86     |                      | 22         | 25.58             |

## 選挙区・定数・選出議員
横浜市会の選挙制度は、各行政区を選挙区とする中選挙区制（単記非移譲式）である。選挙区別の選出議員は以下のとおり（2024 年5月1日時点）。
| 選挙区     | 定数 | 選出議員     | 政党（公認） | 会派                     | 当選回数 |
| ---------- | ---- | ------------ | ------------ | ------------------------ | -------- |
| 鶴見区     | 7    | 井上さくら   | 無所属       | 無所属                   | 8回      |
| 鶴見区     | 7    | 尾崎太       | 公明党       | 公明党                   | 4回      |
| 鶴見区     | 7    | 山田一誠     | 自由民主党   | 自由民主党               | 2回      |
| 鶴見区     | 7    | 古谷靖彦     | 日本共産党   | 日本共産党               | 4回      |
| 鶴見区     | 7    | 柏原すぐる   | 日本維新の会 | 日本維新の会・無所属の会 | 1回      |
| 鶴見区     | 7    | 東みちよ     | 自由民主党   | 自由民主党               | 2回      |
| 鶴見区     | 7    | 渡邊忠則     | 自由民主党   | 自由民主党               | 5回      |
| 神奈川区   | 6    | 藤代哲夫     | 自由民主党   | 自由民主党               | 4回      |
| 神奈川区   | 6    | 中山大輔     | 立憲民主党   | 立憲民主党               | 6回      |
| 神奈川区   | 6    | 田中伸一     | 日本維新の会 | 日本維新の会・無所属の会 | 2回      |
| 神奈川区   | 6    | 小松範昭     | 自由民主党   | 自由民主党               | 4回      |
| 神奈川区   | 6    | 宇佐美さやか | 日本共産党   | 日本共産党               | 3回      |
| 神奈川区   | 6    | 竹内康洋     | 公明党       | 公明党                   | 4回      |
| 西区       | 2    | 清水富雄     | 自由民主党   | 自由民主党               | 8回      |
| 西区       | 2    | 萩原隆宏     | 立憲民主党   | 立憲民主党               | 4回      |
| 中区       | 3    | 伊波俊之助   | 自由民主党   | 自由民主党               | 3回      |
| 中区       | 3    | 福島直子     | 公明党       | 公明党                   | 6回      |
| 中区       | 3    | 松本研       | 自由民主党   | 自由民主党               | 8回      |
| 南区       | 4    | 熊本ちひろ   | 国民民主党   | 国民民主党・無所属の会   | １回     |
| 南区       | 4    | 高田修平     | 立憲民主党   | 立憲民主党               | 1回      |
| 南区       | 4    | 仁田昌寿     | 公明党       | 公明党                   | 8回      |
| 南区       | 4    | 渋谷健       | 自由民主党   | 自由民主党               | 5回      |
| 港南区     | 5    | 山田桂一郎   | 日本維新の会 | 日本維新の会・無所属の会 | 4回      |
| 港南区     | 5    | 瀬之間康浩   | 自由民主党   | 自由民主党               | 6回      |
| 港南区     | 5    | 安西英俊     | 公明党       | 公明党                   | 4回      |
| 港南区     | 5    | 田野井一雄   | 自由民主党   | 自由民主党               | 11回     |
| 港南区     | 5    | みわ智恵美   | 日本共産党   | 日本共産党               | 3回      |
| 保土ケ谷区 | 5    | 森ひろたか   | 立憲民主党   | 立憲民主党               | 2回      |
| 保土ケ谷区 | 5    | 斉藤伸一     | 公明党       | 公明党                   | 6回      |
| 保土ケ谷区 | 5    | 青木亮祐     | 自由民主党   | 自由民主党               | 2回      |
| 保土ケ谷区 | 5    | 磯部圭太     | 自由民主党   | 自由民主党               | 4回      |
| 保土ケ谷区 | 5    | 関嵩史       | 日本維新の会 | 日本維新の会・無所属の会 | 1回      |
| 旭区       | 6    | 大岩真善和   | 立憲民主党   | 立憲民主党               | 4回      |
| 旭区       | 6    | 佐藤茂       | 自由民主党   | 自由民主党               | 9回      |
| 旭区       | 6    | 増永純女     | 自由民主党   | 自由民主党               | 1回      |
| 旭区       | 6    | 木内秀一     | 公明党       | 公明党                   | 2回      |
| 旭区       | 6    | くしだ久子   | 日本維新の会 | 日本維新の会・無所属の会 | 3回      |
| 旭区       | 6    | 小粥康弘     | 国民民主党   | 国民民主党・無所属の会   | 6回      |
| 磯子区     | 4    | 二井くみよ   | 国民民主党   | 国民民主党・無所属の会   | 2回      |
| 磯子区     | 4    | 関勝則       | 自由民主党   | 自由民主党               | 5回      |
| 磯子区     | 4    | 武田勝久     | 公明党       | 公明党                   | 1回      |
| 磯子区     | 4    | 太田正孝     | 無所属       | 無所属                   | 12回     |

| 選挙区 | 定数 | 選出議員       | 政党（公認） | 会派                     | 当選回数 |
| ------ | ---- | -------------- | ------------ | ------------------------ | -------- |
| 金沢区 | 5    | 高橋のりみ     | 自由民主党   | 自由民主党               | 4回      |
| 金沢区 | 5    | 谷田部孝一     | 立憲民主党   | 立憲民主党               | 9回      |
| 金沢区 | 5    | 黒川勝         | 自由民主党   | 自由民主党               | 5回      |
| 金沢区 | 5    | 竹野内猛       | 公明党       | 公明党                   | 3回      |
| 金沢区 | 5    | 坂井太         | 日本維新の会 | 日本維新の会・無所属の会 | 5回      |
| 港北区 | 8    | 福地茂         | 自由民主党   | 自由民主党               | 2回      |
| 港北区 | 8    | 大山しょうじ   | 無所属       | 日本維新の会・無所属の会 | 6回      |
| 港北区 | 8    | 佐藤祐文       | 自由民主党   | 自由民主党               | 8回      |
| 港北区 | 8    | 白井正子       | 日本共産党   | 日本共産党               | 5回      |
| 港北区 | 8    | かざまあさみ   | 立憲民主党   | 立憲民主党               | 1回      |
| 港北区 | 8    | 酒井誠         | 自由民主党   | 自由民主党               | 5回      |
| 港北区 | 8    | 望月康弘       | 公明党       | 公明党                   | 5回      |
| 港北区 | 8    | 大野トモイ     | 無所属       | 無所属                   | 2回      |
| 緑区   | 4    | 鴨志田啓介     | 自由民主党   | 自由民主党               | 2回      |
| 緑区   | 4    | 越久田記子     | 立憲民主党   | 立憲民主党               | 1回      |
| 緑区   | 4    | 髙橋正治       | 公明党       | 公明党                   | 6回      |
| 緑区   | 4    | 斉藤達也       | 自由民主党   | 自由民主党               | 6回      |
| 青葉区 | 7    | 田中ゆき       | 立憲民主党   | 立憲民主党               | 2回      |
| 青葉区 | 7    | 山下正人       | 自由民主党   | 自由民主党               | 5回      |
| 青葉区 | 7    | 伊藤くみこ     | 日本維新の会 | 日本維新の会・無所属の会 | 1回      |
| 青葉区 | 7    | 横山正人       | 自由民主党   | 自由民主党               | 8回      |
| 青葉区 | 7    | 藤崎浩太郎     | 立憲民主党   | 立憲民主党               | 4回      |
| 青葉区 | 7    | 行田朝仁       | 公明党       | 公明党                   | 4回      |
| 青葉区 | 7    | おさかべさやか | 自由民主党   | 自由民主党               | 1回      |
| 都筑区 | 5    | 長谷川琢磨     | 自由民主党   | 自由民主党               | 5回      |
| 都筑区 | 5    | 白井亮次       | 自由民主党   | 自由民主党               | 1回      |
| 都筑区 | 5    | 深作祐衣       | 国民民主党   | 国民民主党・無所属の会   | 1回      |
| 都筑区 | 5    | 市来栄美子     | 公明党       | 公明党                   | 1回      |
| 都筑区 | 5    | いそべ尚哉     | 日本維新の会 | 日本維新の会・無所属の会 | 1回      |
| 戸塚区 | 6    | 鈴木太郎       | 自由民主党   | 自由民主党               | 6回      |
| 戸塚区 | 6    | 山浦英太       | 立憲民主党   | 立憲民主党               | 3回      |
| 戸塚区 | 6    | 伏見幸枝       | 自由民主党   | 自由民主党               | 3回      |
| 戸塚区 | 6    | 中島光徳       | 公明党       | 公明党                   | 4回      |
| 戸塚区 | 6    | 坂本勝司       | 国民民主党   | 国民民主党・無所属の会   | 4回      |
| 戸塚区 | 6    | 大和田あきお   | 日本共産党   | 日本共産党               | 1回      |
| 栄区   | 3    | 大桑正貴       | 自由民主党   | 自由民主党               | 6回      |
| 栄区   | 3    | 長谷川えつこ   | 立憲民主党   | 立憲民主党               | 2回      |
| 栄区   | 3    | 輿石かつ子     | 無所属       | 無所属                   | 4回      |
| 泉区   | 3    | 麓理恵         | 立憲民主党   | 立憲民主党               | 5回      |
| 泉区   | 3    | 横山勇太朗     | 自由民主党   | 自由民主党               | 4回      |
| 泉区   | 3    | 梶村充         | 自由民主党   | 自由民主党               | 7回      |
| 瀬谷区 | 3    | 川口広         | 自由民主党   | 自由民主党               | 3回      |
| 瀬谷区 | 3    | 花上喜代志     | 立憲民主党   | 立憲民主党               | 12回     |
| 瀬谷区 | 3    | 久保和弘       | 公明党       | 公明党                   | 2回      |

## 出身者

### 首長
- 飛鳥田一雄 - 第18代横浜市長、日本社会党衆議院議員

### 国会議員 (現職)
- 菅義偉 - 自由民主党衆議院議員、第99代内閣総理大臣
  - 2021年の横浜市長選では、小此木八郎を推薦したが、落選した。
- 古川直季 - 自由民主党衆議院議員
- 草間剛 - 自由民主党衆議院議員
- 篠原豪 - 立憲民主党衆議院議員
- 山崎誠 - 立憲民主党衆議院議員

### 国会議員 (元職)
- 浅川義治 - 日本維新の会元衆議院議員
- 岡本英子 - 立憲民主党元衆議院議員
- 福田峰之 - 元衆議院議員
- 松本純 - 元衆議院議員

## 歴代議長
特記なき場合は「歴代議長一覧」による。
| 代 | 氏名         | 就任                      | 退任                       | 備考 |
| -- | ------------ | ------------------------- | -------------------------- | ---- |
| 初 | 原善三郎     | 1889年（明治22年）5月11日 | 1889年（明治22年）11月9日  |      |
| 2  | 大谷嘉兵衛   | 1890年（明治23年）2月13日 | 1893年（明治26年）1月31日  |      |
| 3  | 渡辺福三郎   | 1893年（明治26年）2月7日  | 1905年（明治38年）1月31日  |      |
| 4  | 朝田又七     | 1905年（明治38年）2月6日  | 1910年（明治43年）1月10日  |      |
| 5  | 金子政吉     | 1910年（明治43年）1月25日 | 1914年（大正3年）1月27日   |      |
| 6  | 大浜忠三郎   | 1914年（大正3年）2月9日   | 1918年（大正7年）1月27日   |      |
| 7  | 矢野祐義     | 1918年（大正7年）2月7日   | 1921年（大正10年）2月3日   |      |
| 8  | 守屋此助     | 1921年（大正10年）2月21日 | 1922年（大正11年）1月27日  |      |
| 9  | 平沼亮三     | 1922年（大正11年）2月10日 | 1934年（昭和9年）1月27日   |      |
| 10 | 田辺徳五郎   | 1934年（昭和9年）2月14日  | 1942年（昭和17年）5月20日  |      |
| 11 | 飛鳥田喜一   | 1942年（昭和17年）6月26日 | 1945年（昭和20年）2月22日  |      |
| 12 | 田辺徳五郎   | 1945年（昭和20年）2月22日 | 1947年（昭和22年）1月3日   |      |
| 13 | 飯田助夫     | 1947年（昭和22年）2月28日 | 1947年（昭和22年）4月29日  |      |
| 14 | 小沢二郎     | 1947年（昭和22年）5月24日 | 1951年（昭和26年）4月29日  |      |
| 15 | 嶋村力       | 1951年（昭和26年）5月21日 | 1955年（昭和30年）4月29日  |      |
| 16 | 津村峯男     | 1955年（昭和30年）5月24日 | 1959年（昭和34年）4月29日  |      |
| 17 | 津村峯男     | 1959年（昭和34年）5月26日 | 1963年（昭和38年）4月29日  |      |
| 18 | 清水治作     | 1963年（昭和38年）5月23日 | 1963年（昭和38年）10月30日 |      |
| 19 | 横山健一     | 1963年（昭和38年）12月3日 | 1965年（昭和40年）5月18日  |      |
| 20 | 金子鼎一郎   | 1965年（昭和40年）5月18日 | 1967年（昭和42年）4月29日  |      |
| 21 | 小串靖夫     | 1967年（昭和42年）5月18日 | 1969年（昭和44年）6月7日   |      |
| 22 | 森下一男     | 1969年（昭和44年）6月7日  | 1971年（昭和46年）4月29日  |      |
| 23 | 町田善太郎   | 1971年（昭和46年）5月15日 | 1973年（昭和48年）6月1日   |      |
| 24 | 川口正英     | 1973年（昭和48年）6月1日  | 1975年（昭和50年）4月29日  |      |
| 25 | 大久保英太郎 | 1975年（昭和50年）5月16日 | 1979年（昭和54年）4月29日  |      |
| 26 | 鈴木喜一     | 1979年（昭和54年）5月15日 | 1981年（昭和56年）5月28日  |      |
| 27 | 相川藤兵衛   | 1981年（昭和56年）5月28日 | 1983年（昭和58年）4月29日  |      |
| 28 | 松村千賀雄   | 1983年（昭和58年）5月13日 | 1985年（昭和60年）5月31日  |      |
| 29 | 堀内太平     | 1985年（昭和60年）5月31日 | 1987年（昭和62年）4月29日  |      |
| 30 | 関貞彦       | 1987年（昭和62年）5月13日 | 1988年（昭和63年）5月31日  |      |
| 31 | 瀬之間功     | 1988年（昭和63年）5月31日 | 1989年（平成元年）5月31日  |      |
| 32 | 酒井豊四     | 1989年（平成元年）5月31日 | 1991年（平成3年）4月29日   |      |
| 33 | 鈴木正之     | 1991年（平成3年）5月10日  | 1993年（平成5年）5月31日   |      |
| 34 | 内田武夫     | 1993年（平成5年）5月31日  | 1995年（平成7年）4月29日   |      |
| 35 | 嶋村勝夫     | 1995年（平成7年）5月11日  | 1997年（平成9年）5月30日   |      |
| 36 | 中村達三     | 1997年（平成9年）5月30日  | 1999年（平成11年）4月29日  |      |
| 37 | 田野井一雄   | 1999年（平成11年）5月13日 | 2001年（平成13年）5月31日  |      |
| 38 | 小林昭三郎   | 2001年（平成13年）5月31日 | 2003年（平成15年）4月29日  |      |
| 39 | 相川光正     | 2003年（平成15年）5月14日 | 2005年（平成17年）5月30日  |      |
| 40 | 伊波洋之助   | 2005年（平成17年）5月30日 | 2007年（平成19年）4月29日  |      |
| 41 | 藤代耕一     | 2007年（平成19年）5月15日 | 2008年（平成20年）5月30日  |      |
| 42 | 吉原訓       | 2008年（平成20年）5月30日 | 2009年（平成21年）5月29日  |      |
| 43 | 川口正寿     | 2009年（平成21年）5月29日 | 2010年（平成22年）6月8日   |      |
| 44 | 大久保純男   | 2010年（平成22年）6月8日  | 2011年（平成23年）4月29日  |      |
| 45 | 佐藤茂       | 2011年（平成23年）5月17日 | 2013年（平成25年）5月14日  |      |
| 46 | 佐藤祐文     | 2013年（平成25年）5月14日 | 2015年（平成27年）4月29日  |      |
| 47 | 佐藤祐文     | 2015年（平成27年）5月15日 | 2015年（平成27年）6月30日  |      |
| 48 | 梶村充       | 2015年（平成27年）6月30日 | 2017年（平成29年）5月16日  |      |
| 49 | 松本研       | 2017年（平成29年）5月16日 | 2019年（平成31年）4月29日  |      |
| 50 | 横山正人     | 2019年（令和元年）5月17日 | 2021年（令和3年）5月18日   |      |
| 51 | 清水富雄     | 2021年（令和3年）5月18日  | 2023年（令和5年）4月29日   |      |
| 52 | 清水富雄     | 2023年（令和5年）5月17日  | 2023年（令和5年）6月27日   |      |
| 53 | 瀬之間康浩   | 2023年（令和5年）6月27日  | 2024年（令和6年）5月20日   |      |
| 54 | 鈴木太郎     | 2024年（令和6年）5月20日  | 現職                       |      |

## 議員報酬と諸手当
| 役職     | 報酬             | 期末手当         | 政務活動費  | 合計支給額        |
| -------- | ---------------- | ---------------- | ----------- | ----------------- |
| 議長     | 月額 117万9000円 | 年間 501万750円  | 月額 55万円 | 年間 2575万8750円 |
| 副議長   | 月額 106万1000円 | 年間 450万9250円 | 月額 55万円 | 年間 2384万1250円 |
| 委員長   | 月額 98万3000円  | 年間 417万7750円 | 月額 55万円 | 年間 2257万3750円 |
| 副委員長 | 月額 97万3000円  | 年間 413万5250円 | 月額 55万円 | 年間 2241万1250円 |
| 議員     | 月額 95万3000円  | 年間 405万250円  | 月額 55万円 | 年間 2208万6250円 |

その他の手当て
横浜市会議員はその職務のための出張した場合、その旅費を費用弁済できる。その額は横浜市旅費条例の中の特号の者（市長、副市長など）に支給する額を準用するその他にも議会（委員会も含む）に出席した場合、一日につき神奈川区、西区、中区、南区及び磯子区選出の議員は1,000円、鶴見区、港南区、保土ケ谷区、旭区、金沢区、港北区及び栄区選出の議員は2,000円、緑区、青葉区、都筑区、戸塚区、泉区及び瀬谷区選出の議員は3,000円支給される。

## 図書室
2020年6月29日、市議会が新市庁舎に移転したことに伴い、市民も「市会図書室」を利用できるようになった。市会図書室は、議員の調査研究に役立つ資料や図書、本会議の記録などを所蔵している。市民の利用時間は平日のみで、貸し出しやコピーなどはできない。

## 出来事
2024年4月4日、自民党の梶村充・市議が、市会定例会の本会議中に、居眠りや飲食、読書、競馬予想などをしている様子がニュース番組で放送され、市議会局に批判や苦情が寄せられた。また、複数の市議についても居眠りしているような様子が放送されたことから、議長は本人および所属会派の全議員に注意を促した。
2025年3月、本会議場の傍聴席を映す防犯カメラの設置が可決された。これに対しては、「監視されるべきは市民ではなく議員ではないか」との批判が上がった。傍聴席から見渡せる議員席は一部に限られており、一部の市議は議会の規律維持を目的に、議員席を正面から撮影するカメラの設置を提案したが、いずれも否決されている。